# 狩野昌運
狩野 昌運（かのう しょううん、寛永14年（1637年） - 元禄15年5月2日（1702年5月28日））は江戸時代前期に活躍した狩野派（江戸狩野）の絵師。狩野安信の高弟で、安信没後、狩野宗家の番頭的立場となり、主家をよく支えた。晩年は筑前藩御用絵師となり、福岡を中心に20点余の作品が残っている。同門に英一蝶がいる。

## 略伝
和田氏出身で、一時的に祖父の代から岩本姓を名乗っている。諱は季信。幼名は権四郎、仮名は市右衛門と名乗り、後に鉤深斎と号した。法橋。昌運の子孫が所有する家系図によると、和田惟政の玄孫だという。惟政の子・郷可（系図では「卿可」）は蒲生氏郷の配下だったが、昌運の子祖父可信は蒲生秀行に造反し、徳川家康に参じた所、領地を没収され、岩本町に引っ込んだ。そのため岩本氏を名乗り、父・可武（岩本弥左衛門）は、宇都宮に移り住み、昌運はその三男として同地で生まれた。
14歳で狩野安信の弟子となり、21歳で画の修業を終えた。安信からの信頼が厚く、京都での御用を務めることになり、同じくで活躍し安信と兄弟のように親しかった狩野了昌（安季、? - 1686年）の嗣子となる。養父から狩野姓と山城国小原郡にある中橋家の知行地の代官職を継ぎ、江戸と京都を往復する多忙な生活を送ったという。安信が晩年目を患うと、公用の絵も含め代筆を任された。1680年（延宝8年）に安信が記した『画乗要訣』でも、口述筆記を務めた。昌運自身も、のちに『昌運筆記』を著している。『昌運筆記』は、現在では失われ、画伝類からの引用でしか残っていないが、その言及は狩野派資料として貴重である。師・安信が13歳の孫・狩野主信（永叔）がまだ幼いので昌運に家督を譲ろうとすると、昌運はこれを固辞して主信に継がせ、その後見役を務めた。1690年（元禄3年）頃から350石と破格の家禄で黒田氏に仕え、福岡に下る。これは藩主・黒田綱政が狩野安信の弟子だった関係からだと考えられる。江戸でも公用を勤め、将軍家や諸大名、諸寺院のために画事をこなした。晩年は築前に下り、領内の寺院などに絵を残した。しかし、昌運を名乗る時期や、法橋位を何時得たかについてはわかっていない。
菩提寺は清雄寺で、福岡市中央区の大通寺に塔位牌がある。子の一信条之助も父の跡を継ぎ絵師となったが、絵の鑑定は続けたものの画業は廃し、和田姓に復して福岡藩士となった。昌運が得た350石の扶持をほぼそのまま受け継ぎ、幕末まで中級藩士として存続している。
昌運の狩野中橋家での地位は高かった。安信の絵画理論の確立や狩野家組織の整備に功績があり、中橋家の番頭のような立場だった。昌運が江戸の公用で上京できなくなると、代官は小嶋嘉右衛門なるものが跡を継ぎ、宮中御用は狩野探幽門人の鶴沢探山が勤めた。また『古画備考』によると、昌運の願いにより、弟子に狩野姓を許可する権限は、中橋家の弟子に限定されたという。弟子に、櫛田永養など。

## 作品

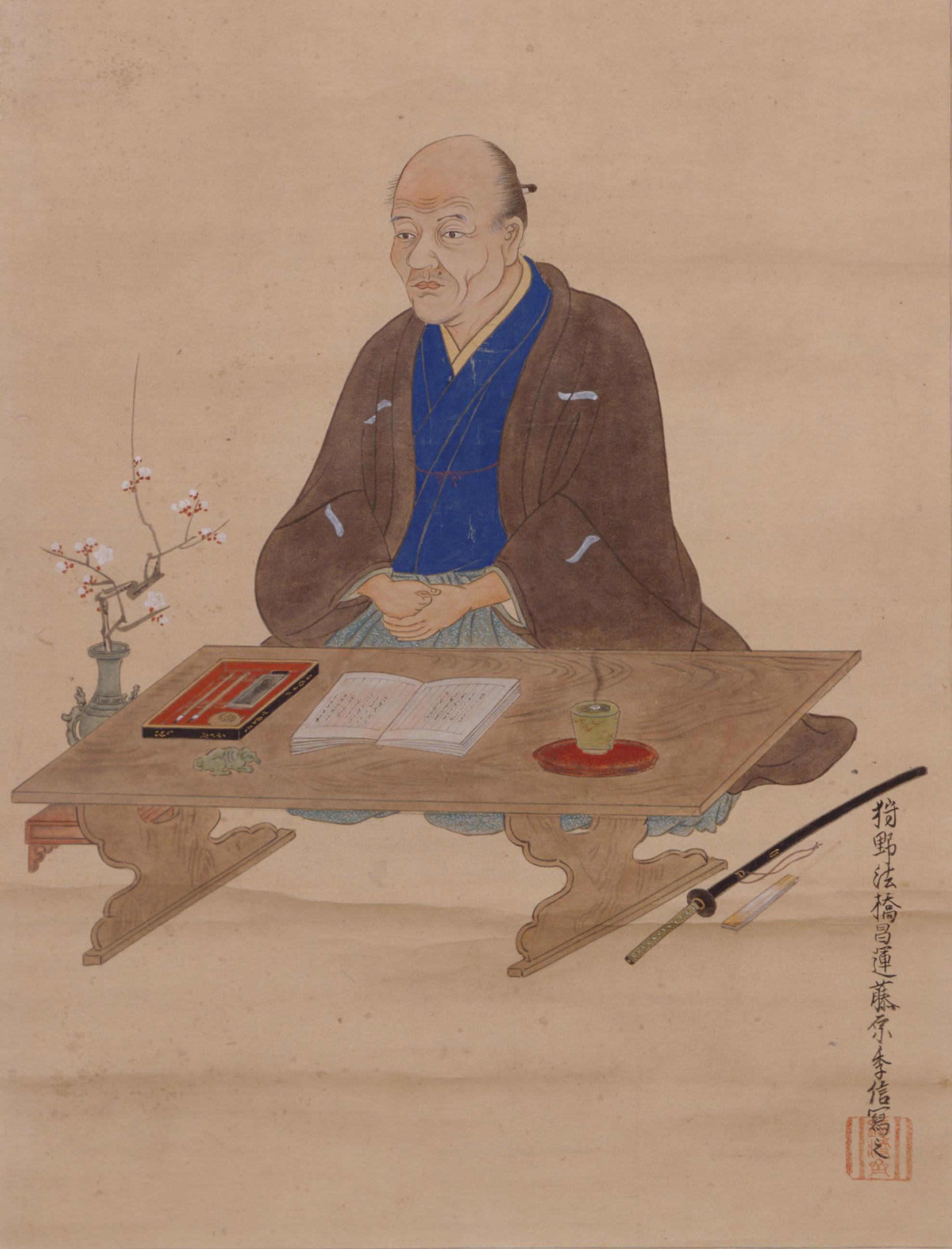
「貝原益軒像」

| 作品名                           | 技法               | 形状・員数 | 寸法（縦x横cm）   | 所有者                                 | 年代                 | 落款・落款                                | 備考 |
| -------------------------------- | ------------------ | ---------- | ----------------- | -------------------------------------- | -------------------- | ----------------------------------------- | --- |
| 出山釈迦図                       | 絹本墨画淡彩       | 1幅        |                   | 聖福寺                                 | 1693年（元禄6年）    |                                           | |
| 貝原益軒像                       | 絹本著色           | 1幅        |                   | 個人                                   | 1694年（元禄7年）    |                                           | 貝原益軒讃 |
| 雲龍図                           |                    |            |                   | 護国寺本堂天井画                       | 1697年（元禄10年）   |                                           | |
| 源頼朝像                         | 絹本著色           | 1幅        |                   | 聖福寺                                 | 1698年（元禄11年）頃 |                                           | 福岡市指定有形文化財。1698年（元禄11年）正月、頼朝五百回忌にあたり、黒田光之の命で神護寺三像の伝源頼朝像の模写し、聖福寺に寄付された |
| 酒呑童子絵巻（上巻・中巻・下巻） | 絹本著色金銀泥     | 3巻        | 37.2x2405.2（各） | フリーア美術館                         | 1700年（元禄13年）   |                                           | 詞書は伏見宮邦永親王・東園基量・中山篤親。                                                                                           |
| 猩々図                           | 絹本著色           | 絵馬装1面  |                   | 鷲尾愛宕神社                           |                      |                                           | |
| 競馬図                           | 板絵著色           | 絵馬1面    |                   | 青木神社絵馬保存会（福岡市美術館寄託） | 1701年（元禄14年）   |                                           | この2点の絵馬は、元禄14年（1701年）11月18日に黒田綱政が奉納                                                                          |
| 弁財天十五童子図                 | 絹本著色           |            |                   | 厳島神社（福岡市西区）                 |                      |                                           | |
| 三十六歌仙画帖                   | 絹本著色           |            |                   | 磯崎神社（糟屋郡）                     |                      |                                           | |
| 百流之絵鑑                       | 絹本墨画・絹本著色 | 2帖102面   |                   | 福岡市美術館                           |                      |                                           | |
| 異代同戯図巻                     | 紙本淡彩           | 1巻23図    | 28.6x1334.8       | 福岡市美術館                           |                      | 款記「狩野昌運季信筆」/「釣深斎」朱文方印 | |
| 諏訪祭礼屏風                     | 紙本著色           | 八曲一双   |                   | 個人蔵                                 |                      |                                           | |